# .fk
.fk je internetová národní doména nejvyššího řádu pro Falklandy.

## Vyhrazené domény 2. řádu
- .co.fk – pro komerční organizace
- .org.fk – pro nekomerční organizace
- .gov.fk – vláda
- .ac.fk – akademické instituce
- .nom.fk – jednotlivci
- .net.fk – subjekty, zabývajícíse počítačovými sítěmi